# Earby
Earby is een  civil parish in het bestuurlijke gebied Pendle, in het Engelse graafschap Lancashire met 4538 inwoners.